# Proasellus italicus
Proasellus italicus is een pissebed uit de familie Asellidae. De wetenschappelijke naam van de soort is voor het eerst geldig gepubliceerd in 1925 door Dudich.